# Kangxi
O Imperador Kangxi (chinês: 康熙, pinyin: Kāngxī, Wade-Giles: K'ang-hsi; Pequim, 4 de maio de 1654 — Pequim, 20 de dezembro de 1722) foi o terceiro imperador da dinastia Qing, a última dinastia imperial chinesa, de origem manchu, e o segundo que reinou sobre a China toda, consolidando a conquista do território que estivera sob a soberania da anterior dinastia Ming.

## Biografia
O seu nome real era Xuányè (chinês tradicional: 玄燁, chinês simplificado: 玄烨, manchu: Hiowan Yei), mas, como os demais imperadores desta dinastia, é conhecido habitualmente pelo nome do seu reinado, Kangxi. Este costume tem a sua origem no tabu sobre os nomes na cultura chinesa, pelo qual a menção do nome próprio de um imperador é considerada uma falta de respeito.
Kangxi é considerado um dos maiores imperadores da China. Ele suprimiu a revolta dos Três Feudos, forçou o Reino de Tungning em Taiwan para submeter-se aos Qing, bloqueou a Rússia czarista no rio Amur e expandiu o império no noroeste. Ele também realizou tais feitos literários como a compilação do Dicionário Kangxi.
Reinado de Kangxi trouxe estabilidade a longo prazo e riqueza relativa depois de anos de guerra e caos. Ele iniciou o período conhecido como a "Era Próspera de Kangxi e Qianlong", que durou gerações depois de sua própria vida. Até o final de seu reinado, a dinastia Qing controlava toda a China propriamente dita, Taiwan, Manchúria, parte do atual Extremo Oriente russo, ambos Mongólia Interior e Exterior, e Tibete.
Kangxi foi um dos monarcas mais importantes da história da China. Seu reinado de 61 anos (1662 - 1722) foi o mais longo da história e assentou o poder da nova dinastia Qing. Apesar da origem forânea desta dinastia, o reinado Kangxi foi um período de esplendor no âmbito da cultura chinesa, graças em grande medida ao intenso trabalho de mecenato artístico desenvolvido pelo próprio imperador.

## Subida ao trono
Após falecer o seu pai, o Imperador Shunzhi, de varíola com 22 anos, o pequeno Xuanye subiu ao trono em 1662, com sete anos. Durante os primeiros anos do seu reinado, o exercício das funções de governo esteve em mãos de quatro regentes: Ebilun, Suksaha, Soni e Oboi. Este último era o principal dos regentes, e seria o responsável pela adoção de políticas que privilegiavam a classe dirigente manchu, afastando-se da linha de governo do falecido Imperador Shunzhi, que adotara muitos dos hábitos administrativos e culturais chineses. Durante esta época, continuariam as ações militares para consolidar o poder sobre o vasto território que estivera controlado pela dinastia Ming, cujo derrube propiciara a conquista manchu. No primeiro ano do reinado de Kangxi, o Príncipe de Gui, o último pretendente ao trono Ming, foi executado por estrangulamento, junto com o seu único filho, após ter sido entregado à corte Qing pelo rei de Birmânia, país no qual se refugiara junto aos seus seguidores. Com a execução do Príncipe de Gui, o único foco importante de resistência à nova dinastia encontrava-se na ilha de Taiwan, onde um antigo general do exército Ming, Zheng Chenggong, mais conhecido em Ocidente como Koxinga, estabelecera um sistema de governo dominado primeiro por ele e depois pelos seus filhos, que mantinha a lealdade à dinastia derrocada dos Ming.
As ambições do regente Oboi de manter, para além dos primeiros anos de reinado do novo imperador, o seu controlo sobre as instituições de governo enfrentaram-no a este, que nos princípios da sua adolescência desejava já assumir as funções de monarca. A partir de 1667, o novo imperador enfrentou-se em repetidas ocasiões com Oboi e dois anos depois fê-lo encarcerar sob a acusação de trinta graves delitos contra o Estado. Assim, em 1669, o Imperador Kangxi exercia já o poder absoluto.
O Imperador Kangxi favoreceria o desenvolvimento da cultura chinesa na corte de Pequim, promovendo a produção de obras de arte e mantendo o cânone neoconfuciano como matéria de estudo obrigado para os aspirantes às praças de funcionários públicos. Ao contrário dos seus antepassados, o Imperador Kangxi, nascido e criado já na corte pequinesa, falava perfeitamente a língua chinesa, além do manchu. Assim, o seu estilo de governo acentuou a adoção da cultura chinesa na corte, continuando a tendência assimilacionista que começara o seu pai, o imperador Shunzhi, e distanciando-se assim das políticas pró-manchus dos quatro regentes.

## Consolidação do poder
A dissolução da antiga dinastia Ming deixara o caminho livre para a conquista da China pelos exércitos manchus. Contudo, a conquista foi possível em grande medida graças à colaboração de uma parte da classe militar chinesa do antigo regime, que via na nova dinastia o elemento de estabilidade necessário para pôr fim ao caos surgido após o derrube do estado Ming. A dependência que a corte Qing tinha destes colaboradores chineses foi especialmente importante no sul, território com características orográficas e climáticas muito diferentes das regiões originárias dos manchus. Enquanto o norte era dominado diretamente pelo exército manchu, a administração no sul ficou sob a direção de três grandes senhores feudais, Wu Sangui, Shang Kexi e Geng Jimao, que, em troca de reconhecer a autoridade da corte de Pequim e ajudar esta a acabar com os focos de resistência dos legitimistas Ming, controlavam a administração local e a arrecadação de impostos.
O imperador Kangxi assistiu com preocupação à crescente independência dos três feudos do sul. Em 1671, Shang Kexi e Geng Jimao foram sucedidos pelos seus filhos Shang Zhixin e Geng Jingzhong, o que confirmava que estes feudos se estavam tornando autênticas monarquias hereditárias. O imperador tentou reafirmar a autoridade da corte, o qual motivou o confronto com os três feudos. Este confronto terminaria numa guerra aberta, a Guerra dos Três Feudos, em 1673. Em Dezembro desse ano, Wu Sangui, o mesmo que anos antes abrira às tropas manchus as portas da passagem de Shanhaiguan na Muralha da China, proclamava uma nova dinastia, à que deu o nome de "Zhou", como recriação da idealizada dinastia Zhou da antiguidade chinesa. Shang Zhixin e Geng Jingzhong somavam-se à rebelião, que prometia a expulsão dos invasores estrangeiros e que aboliu os estilos de roupa e corte de pêlo que impuseram os manchus como símbolo de submissão dos seus novos súditos.
A Guerra dos Três Feudos pôs em graves dificuldades à corte do Imperador Kangxi, frente do apóio popular à rebelião. Contudo, a superioridade militar dos exércitos manchus acabou-se impondo. Wu Sangui faleceu em 1678, em plena guerra, e o seu neto e herdeiro Wu Shifan se suicidou em 1681, quando as tropas Qing assediavam a capital rebelde, a atual cidade de Hengyang, na província de Hunan.
Após o fim da Guerra dos Três Feudos, as tropas manchus atacaram-se a ilha de Taiwan, onde a presença dos legitimistas Ming era uma ameaça para o regime manchu. Ali, os descentes de Zheng Chenggong mantinham o sistema que se considerava herdeiro dos Ming. O exército do estado taiwanês dos Zheng estava, porém, muito enfraquecido pelo apoio prestado à rebelião dos três feudos. Além disso, um dos seus generais, Shi Lang, desertara para se unir aos manchus. Em 1683, sob comando do próprio Shi Lang, as tropas manchus conquistavam primeiro as ilhas Pescadores, numa dura batalha, para depois ficar com o controlo definitivo sobre Taiwan. Pela primeira vez na sua história, a ilha de Taiwan passava a ser integrada como parte do estado chinês, como uma prefeitura da província de Fujian.
Assim, em 1683 o imperador Kangxi acabava com todos os focos de resistência dos legitimistas Ming e consolidava a estabilidade da dinastia. Neste processo, a sua capacidade para ganhar o apoio de setores da sociedade chinesa foi essencial. Apesar do receio suscitado pelas imposições de cortes de pelo e jeitos de vestir alheios e da humilhação de ver-se dominados por um povo considerado estrangeiro, muitos chineses foram persuadidos pela fortaleza militar dos Qing, bem como pela exaltação da cultura chinesa levada a cabo pelo imperador Kangxi, que projetou a imagem da nova dinastia como uma autêntica dinastia chinesa.

## Expansão territorial
Após acabar com as rebeliões dos legitimistas Ming, o foco de conflitos armados do império Qing deslocou-se para os limites setentrionais do território, aonde os russos, em plena expansão territorial na Sibéria e para a costa do Pacífico, chegaram já até as terras ancestrais dos manchus no nordeste, na região do rio Amur. No noroeste, a ameaça procedia dos mongóis ölöd (ou züüngar, mongóis ocidentais), que submeteram os mongóis jalja (orientais), e conquistaram também o Turquestão Oriental (a atual Regão Autónoma Uigur de Xinjiang). Assim, sob o liderado do seu caudilho militar Galdan, os mongóis, étnica e linguisticamente afins aos manchus, formavam um império rival a noroeste da China.
Ansioso por evitar uma aliança entre mongóis e russos, o imperador Kangxi deu prioridade ao estabelecimento de um pacto com os segundos. Após atacar e sitiar a colônia russa de Albazin, o imperador ofereceu aos russos, representados por Fiódor Golovin, emissário do czar Pedro o Grande, um pacto de não agressão. As negociações deram lugar ao Tratado de Nerchinsk, firmado a 27 de Agosto de 1689, e que foi o primeiro tratado firmado pela China com uma potência ocidental.
O Tratado de Nerchinsk estabelecia os limites territoriais entre a Rússia czarista e o Império Qing, e os negociadores manchus aceitaram fazer algumas concessões comerciais aos russos em troca da retirada destes à parte norte do Amur. A paz com a Rússia permitia à corte Qing concentrar os esforços militares na guerra com os mongóis orientais. Em 1696, na localidade mongol de Jao Modo, atual Zuunmod, a norte do deserto de Gobi, as forças Qing infligiam uma decisiva derrota do exército mongol comandado por Galdan. Este faleceria um ano depois, e o Império Qing assumia o controlo sobre as rotas comerciais de Mongólia Exterior, continuando uma expansão territorial que seria completada anos mais tarde com a conquista do Turquestão Oriental pelo Imperador Qianlong, neto do imperador Kangxi.
A vitória militar sobre Galdan não pôs fim, porém, à rivalidade com os mongóis orientais, que mantinham a sua independência nas regiões do noroeste. Um novo confronto ocorreria no Tibete, no quadro das disputas pela sucessão do Dalai Lama, o líder espiritual do budismo tibetano, religião professada também pelos mongóis, que chegariam a impor um novo Dalai Lama hostil ao Império Qing. O imperador Kangxi ordenou um ataque contra o Tibete em duas frentes. Enquanto uma coluna avançava pela região do lago Kokonor, atual Qinghai, no norte, outra adentrava-se no Tibete de sul, partindo do planalto de Sichuan. As tropas manchus ocuparam Lhasa, a capital tibetana, no Outono de 1720, instalando um Dalai Lama afim à corte de Pequim.
Quase ao mesmo tempo, em 1721, ano 60 de Kangxi na cronologia chinesa, já no ocaso da vida do imperador, um funcionário público do governo em Taiwan chamado Zhu Yigui encabeçou uma sublevação popular na ilha, chegando a proclamar-se "rei de Taiwan". O exército manchu sufocaria finalmente a rebelião ao cabo de dois meses.
Assim, graças às suas decisivas vitórias militares sobre os mongóis e nos extremos meridionais do seu domínio e aos acordos fronteiriços com Rússia, o imperador Kangxi consolidava a expansão territorial do Império, que continuaria durante os reinados do seu filho o imperador Yongzheng e o seu neto o imperador Qianlong, e que, a grandes traços, definiria as fronteiras atuais da China.

## O problema da sucessão
O imperador Kangxi conhecia os efeitos negativos que, ao começo do seu reinado e também do seu pai anos antes, tiveram quer a ausência de mecanismos formais de sucessão ou os amplos poderes mantidos pelos regentes durante a infância dos imperadores. Estas experiências passadas parecem ter sido a razão pela qual o imperador nomeou o seu primeiro filho varão, Yinreng, como sucessor pouco depois do seu nascimento. Assim, o imperador dissipava qualquer dúvida sobre a sua sucessão.
Dada a sua condição de sucessor, Yinreng recebeu uma esmerada educação orientada para o seu futuro como imperador sob a supervisão direta do seu pai e sob a atenta olhada de diversos tutores, encarregados de inculcar no jovem os valores morais confucianos, bem como valores tradicionais manchus, acreditados indispensáveis para um bom governante. O jovem Yinreng recebeu assim mesmo uma elaborada instrução literária, técnica e artística. O seu trabalho como governante seria mesmo posto em prática durante o período, entre 1696 e 1697, no qual o seu pai dirigiu as operações militares contra o caudilho mongol Galdan.
Contudo, Kangxi foi advertido pelos seus assessores do caráter caprichoso e violento do novo sucessor, cuja vida desordenada e licenciosa despertara as alarmas na corte. O imperador, relutante em aceitar o insucesso da confiança que depositara no seu filho, tardaria muito tempo em admitir que Yinreng não era o sucessor idôneo. Porém, finalmente, em 1708 o imperador mandava arrestar o seu filho e despojava-o da sua condição de sucessor. Esta decisão seria muito difícil de aceitar pelo imperador, e em 1709, Yinreng, perdoado pelo seu pai, recuperava a sua condição de sucessor, que manteria até 1712, quando, após ser acusado de tramar uma rebelião contra o seu pai para assumir o trono, seria afastado definitivamente da linha sucessória.
Desalentado pelo seu insucesso na formação do seu filho, Kangxi não foi capaz de nomear um sucessor nos anos seguintes. A questão da sucessão tornou-se numa sorte de tabu na corte, e o imperador mandaria retaliar aqueles assessores que advertiam da importância de nomear um sucessor.
A preocupação pela ausência de sucessor seria uma constante nos últimos anos do período Kangxi. A possibilidade de uma guerra civil pela sucessão, como ocorrera outras vezes na história da China, tornava-se cada vez mais possível.
Após a morte do imperador Kangxi, o seu filho Yinzhen proclamou ter sido nomeado sucessor pelo seu pai no leito de morte. Este teria deixado por sua vez o nome do sucessor escrito numa urna no palácio. Em qualquer caso, o fato de somente alguns dos filhos do imperador Kangxi estar presentes no momento da morte do imperador levou alguns historiadores a questionar se Yinzhen tivera sido realmente eleito como sucessor, e as suspeitas de uma possível usurpação acompanhariam o reinado de Yinzhen, conhecido como período Yongzheng.

## A economia durante o período Kangxi
Apesar dos sucessos militares e culturais do imperador Kangxi, a penúria derivada da queda do antigo regime dos Ming e da dura guerra civil contra os Três Feudos notar-se-ia por muito tempo. A difícil subsistência no meio rural, que sofreria ademais numerosos desastres naturais, unida à ineficácia do Estado, que arrastava muitos dos problemas da antiga administração Ming, manifestar-se-iam nas duras condições de vida para a maior parte da população. Frente aos numerosos sucessos na expansão e na consolidação territorial, bem como no âmbito da cultura, o desenvolvimento econômico foi bastante limitado e mesmo ocorreu um descenso nos preços dos produtos agrícolas básicos e da terra. Ainda assim, os monopólios do Estado sobre o comércio em produtos como o sal e o jade mantiveram sem interrupção o fluxo de renda na corte, que permitiram sufragar as despesas das numerosas campanhas militares.

## A promoção da cultura durante o período Kangxi
Num esforço por reafirmar a sua legitimidade como monarca absoluto chinês, o imperador Kangxi tentou combinar o seu respeito pelas tradições manchus do seu povo com a adoção de formas chinesas de governo que permitissem à corte ganhar a adesão dos seus novos súditos. O respeito do legado manchu aprecia-se no seu costume de vestir roupas tradicionais manchus e de manter o manchu, cuja forma escrita fora inventada apenas umas décadas antes, como língua oficial da corte junto com o chinês. Ao mesmo tempo em que se mantinham estes vínculos com o legado manchu, Kangxi assumiu um papel de governante ilustrado segundo o modelo confuciano. Homem de uma grande disciplina pessoal, a sua rotina diária começava erguendo-se antes da aurora para escutar a leitura de uma passagem clássica confuciana por parte de um leitor da corte. O próprio imperador praticava a caligrafia e a pintura, e mostrou um grande interesse por conhecer os avanços da ciência e da técnica, muitos destes levados à China pelos missioneiros jesuítas europeus, graças aos quais começavam a dar-se intercâmbios de conhecimentos diretos entre China e o mundo ocidental.
No seu afã de ganhar a colaboração dos homens de letras chineses, um dos problemas com os que se teve de enfrentar o imperador Kangxi foi precisamente o princípio confuciano de lealdade ao governante. Devido a este princípio, muitos dos homens de maior formação intelectual sentiam-se obrigados a manter pelo restante da vida a sua lealdade com a antiga dinastia Ming, recusando qualquer forma de colaboração com uma nova dinastia, à que viam como ilegítima. Para eliminar estes receios, o novo estado Qing manteve o cânone neoconfuciano de Zhu Xi como barema de cultura na qual se baseavam os exames imperiais e, com o fim de atrair aqueles intelectuais que mantinham o seu espírito de lealdade aos Ming, foi convocado também, em 1679, um concurso oposição para contratar os serviços de cinquenta letrados, aos quais seria encomendada a compilação de uma vasta obra histórica sobre a dinastia Ming, a História dos Ming (Míng Shǐ, 明史). Assim, o imperador Kangxi promovia a ideia da nova dinastia como sucessora legítima da dinastia Ming, elogiando os sucessos desta última. Afinal, os Qing ocuparam China após o derrube da dinastia Ming em meio do caos, e não foram responsáveis diretos pela deposição do último imperador Ming.

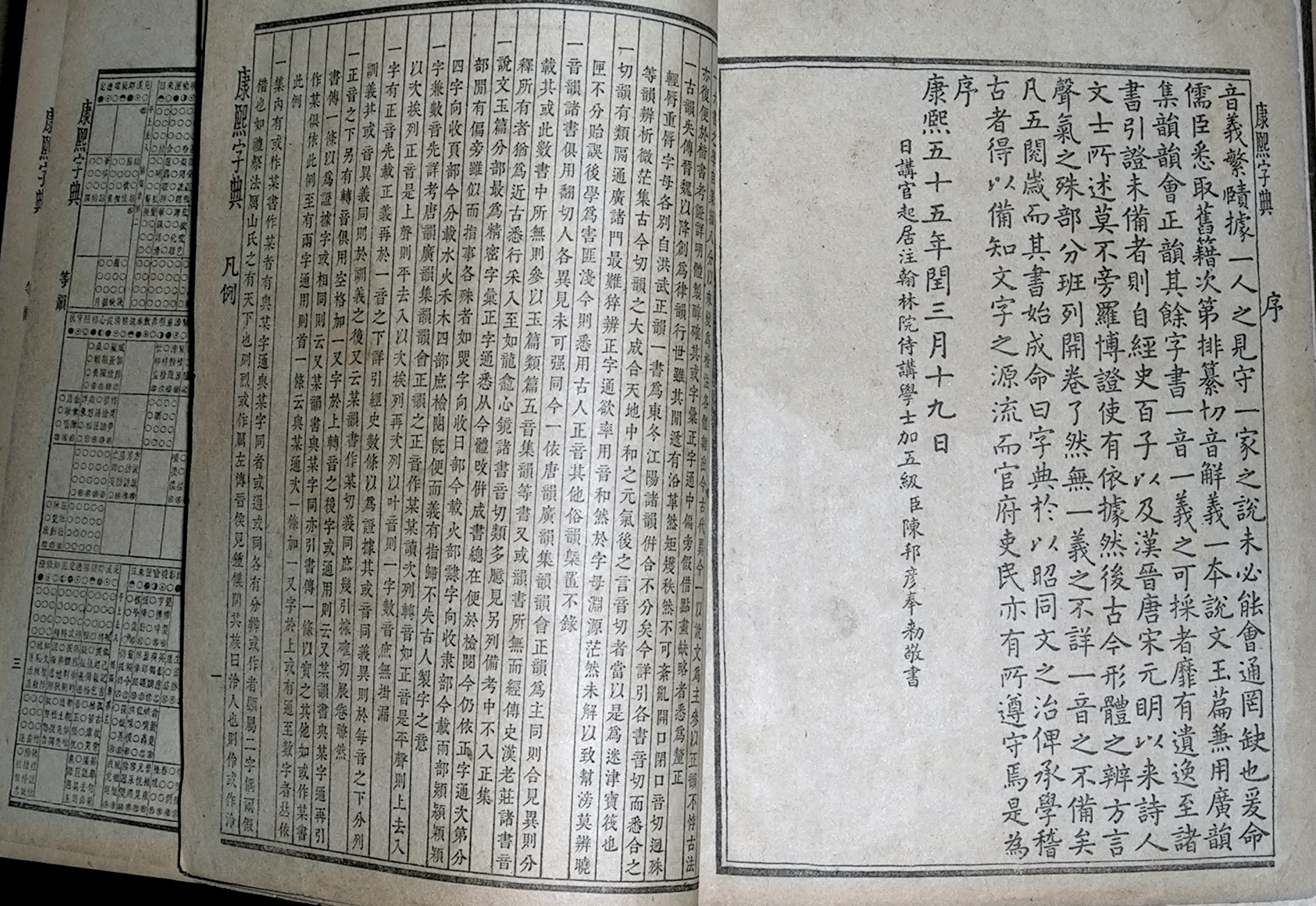
Imagem de uma edição de princípios do século XX do Dicionário de Kangxi

Junto à História dos Ming, durante o reinado Kangxi levou-se a cabo também a compilação da maior enciclopédia em chinês da história, a Grande enciclopédia imperial ilustrada dos tempos passados e presentes, que seria completada durante o reinado Yongzheng, abrangendo um total de 5 020 volumes e 800 000 páginas. Outra das obras mais importantes devidas ao mecenato do imperador foi o Dicionário de Kangxi, cume da lexicografia chinesa até então e que continha cerca de 50 000 caracteres chineses, organizados mediante um sistema de seções baseadas em radicais dos caracteres, que com leves variações mantém-se nos dicionários chineses atuais. Outra obra literária de suma importância foi a "Poesia Tang Completa" (Quán Táng Shī, 全唐詩)， recopilação de poemas da época da dinastia Tang, considerada a idade de ouro da poesia chinesa.
Além das obras escritas, Kangxi promoveu também as artes plásticas. Para isso, em 1661 foram fundados os talheres imperiais em Pequim, nos quais um grande número de artistas e artesãos produzia objetos de arte para a corte, tais como pinturas, cerâmicas, objetos ornamentais e rituais. Junto à produção das oficinas de Pequim, repartidos pela Cidade Proibida e pelos arredores da capital, estabeleceram-se também oficinas de produção de seda nas cidades de Suzhou, Hangzhou e Jiangning.

## Os europeus na corte

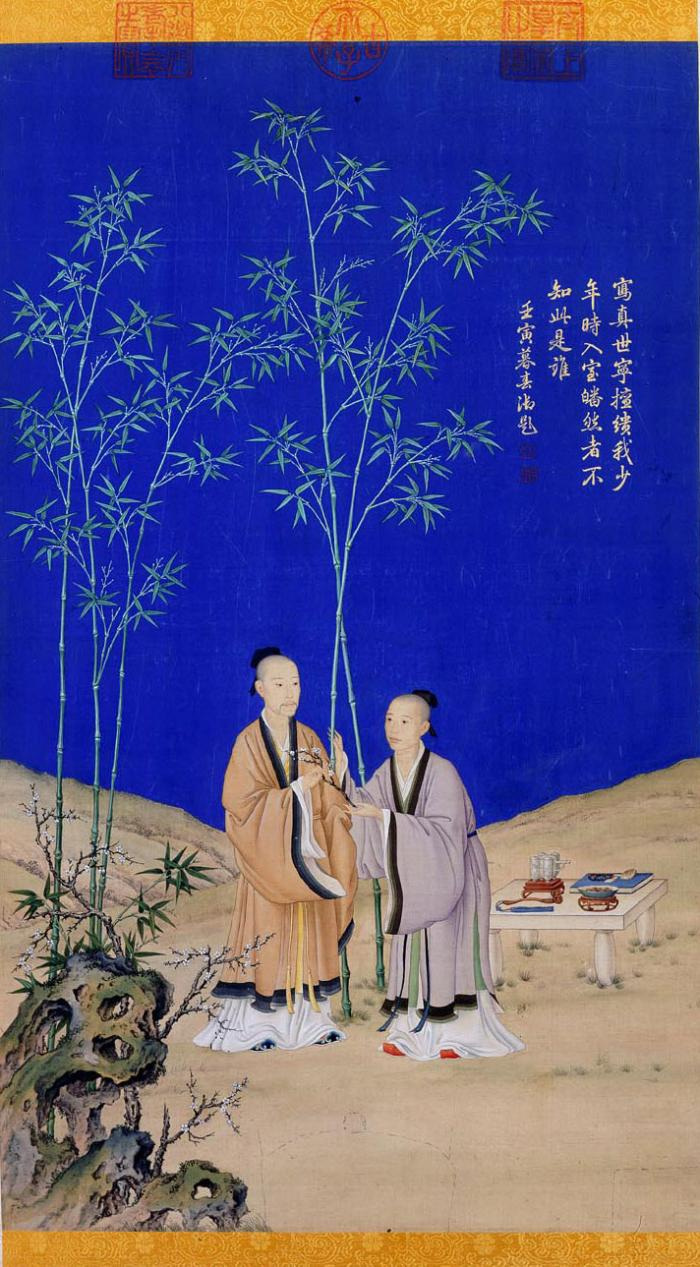
A mensagem pacífica da Primavera, por Giuseppe Castiglione. Museu do Palácio, Pequim

O interesse do imperador pela ciência e a técnica favoreceu os missioneiros jesuítas que se encontravam na corte pequinesa. Os europeus ganharam uma reputação de expertos em complexas matérias técnicas, o qual lhes abrira as portas da corte chinesa durante a anterior dinastia Ming. O primeiro missioneiro em se instalar na corte fora Matteo Ricci, introdutor do catolicismo na China e cujos conhecimentos cartográficos e matemáticos chegaram aos ouvidos do imperador Wanli a princípios do século XVII. Após o estabelecimento da dinastia Qing, os jesuítas mostraram-se leais a esta, apesar do qual sofreram persecuções durante a época dos quatro regentes. Kangxi, porém, admirava a destreza técnica dos europeus e assinar-lhes-ia tarefas importantes. Durante o seu reinado, os jesuítas contribuiriam para o desenvolvimento técnico do estado Qing, participando na produção de mapas e de utensílios como relógios ou mesmo instrumentos musicais, como um cravos. Também exerceriam funções de intérpretes. A negociação do Tratado de Nerchinsk com a Rússia pôde ser levada a cabo graças aos jesuítas, que traduziam do chinês para o latim, idioma que compreendiam os altos funcionários públicos russos.
Um dos principais jesuítas em Pequim foi Ferdinand Verbiest (1623 - 1688), nascido na atual Bélgica e que estudara teologia na Universidade de Sevilha. Verbiest ensinava matemáticas e astronomia ao imperador e, em 1674, produzira um novo mapa do mundo que superava no detalhe a todos os anteriores mapas feitos na China. A posição de Verbiest na corte ver-se-ia reforçada durante 1669. Nesse ano, Kangxi, decidido a determinar se as técnicas de cálculo dos europeus eram superiores às dos astrônomos muçulmanos da corte, lançou um desafio consistente em levar a cabo várias predições astronômicas, que culminavam na determinação do momento de um eclipse lunar. A ocorrência do eclipse na data predita por Verbiest convenceu o imperador da superioridade dos métodos astronômicos europeus, e Verbiest foi nomeado máximo responsável pelo departamento de astronomia da corte.
Outra das figuras europeias mais destacadas na corte do imperador Kangxi foi o também jesuíta Giuseppe Castiglione (1688 - 1766), de formação artística, e que seria pintor da corte sob três imperadores. Castiglione pintou retratos dos imperadores e instruiu a outros pintores em técnicas européias como o claro-escuro, a perspectiva de ponto de fuga ou a teoria das cores.

## A disputa com a Igreja Católica
Desde a chegada de Matteo Ricci a China, os jesuítas serviram-se da sua excelente formação científica para conseguir introduzir-se nas classes dirigentes chinesas, chegando a ocupar posições na própria corte, e contribuindo para desenvolvimentos importantes na ciência chinesa. Porém, à margem das suas contribuições técnicas, o autêntico propósito da missão jesuíta na China era evidentemente a promoção do catolicismo na China e, neste empenho, deveram enfrentar-se com muitos obstáculos. Enquanto por um lado se encontrava a enorme dificuldade de traduzir textos bíblicos para o chinês, a existência de práticas morais e religiosas muito assentadas na sociedade chinesa faziam, por outro lado, muito difícil a introdução de cultos novos e exóticos num mundo que tinha as suas próprias normas. Apesar destas dificuldades, os jesuítas conseguiram atrair muitos chineses para o cristianismo, de modo relevante em algumas cidades do sul como Hangzhou e Nanjing. A razão principal deste sucesso foi o jeito como estes souberam integrar o cristianismo na tradição local. O próprio Ricci estimara que os rituais confucianos ou de culto aos antepassados eram práticas de tipo social mais que religioso e que, portanto, eram compatíveis com o cristianismo. Outra das decisões chaves dos missioneiros jesuítas foi a tradução para o chinês do nome "Deus" como Shangdi (上帝), término ainda utilizado atualmente pelos cristãos chineses, e que fora empregue no passado para designar a deidade máxima da dinastia Shang. Esta assimilação de usos e nomes chineses por parte dos primeiros missioneiros europeus preparou o caminho para a introdução do cristianismo na China. A
Durante os primeiros anos do seu reinado, Kangxi viu com bons olhos a presença dos europeus e da sua religião. Em 1692, o imperador publicava um edito no qual gabava o caráter pacífico dos cristãos e, quebrando as políticas anti-estrangeiras dos quatro regentes, estendia a proteção da corte aos templos dedicados a Shàngdì e proscrevia os ataques aos cristãos e aos seus templos.
A popularidade do cristianismo na China, porém, suscitou dúvidas entre outras ordens religiosas, como os dominicanos e os franciscanos, que começavam a chegar à Ásia e surpreendiam-se da mistura das tradições cristãs e autóctones nas práticas dos cristãos chineses. Muitas das decisões dos jesuítas, como a compatibilidade dos ritos cristãos com os ritos confucianos e com o culto aos antepassados, foram vistas como possíveis casos de idolatria, e a controvérsia dos ritos na China chegou a Roma, onde seria assunto de intenso debate durante o pontificado do papa Clemente XI.

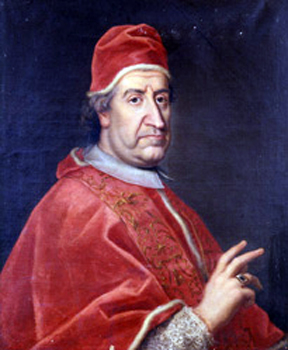
Retrato do Papa Clemente XI

Visando aclarar a situação real, em 1701 Clemente XI tomou a decisão de enviar a Pequim uma delegação em representação da Santa Sé, que chegou a Pequim em Dezembro de 1705. Ali, os enviados do Papa chegaram a entrevistar-se com o próprio Imperador Kangxi, e discutiram com os jesuítas sobre as práticas litúrgicas seguidas pelos católicos chineses.
A visão que se impôs finalmente em Roma foi contrária às teses defendidas pelos jesuítas. Clemente XI em 1712 publicou um documento no que proibia aos cristãos chineses, sob pena de excomunhão, a participação em rituais de culto aos antepassados e em muitas das formas rituais confucianas, bem como o uso do nome Shàngdì para se referir a Deus.
Kangxi mostrou-se escandalizado ao conhecer o documento, cuja linguagem considerou arrogante e desrespeitosa para a sua autoridade como imperador.
Em 1721, Kangxi publicava o seu famoso decreto pelo qual se proibiam as missões cristãs na China.

## Valoração e legado histórico
Kangxi subiu ao trono num momento no qual a nova dinastia manchu ainda lutava por consolidar o seu poder no meio do caos surgido após a queda dos Ming, e conseguiu atenuar a desconfiança dos seus súditos mediante a promoção da cultura chinesa, e mediante medidas populares como as reduções de impostos e as suas seis viagens às cidades da bacia do rio Yangzi. A estas viagens, durante as quais visitava os funcionários públicos que dirigiam a administração local destas zonas afastadas da capital, denominou-as de "expedições a sul" (Nánxún, 南巡), e alimentaram a fama do imperador como homem dedicado plenamente às suas responsabilidades de governo.
Junto a essa imagem que soube projetar de governante ilustrado confuciano, os seus 60 anos de reinado implicaram a consolidação territorial do estado Qing, que após sair vitorioso da cruenta guerra civil dos Três Feudos, empreendeu uma série de campanhas militares que confirmaram a supremacia militar dos exércitos manchus e estenderam os limites do império. Estas campanhas militares seriam continuadas pelo seu filho o Imperador Yongzheng e pelo seu neto o Imperador Qianlong, num processo que viria fixar os limites territoriais da China moderna. O reinado Kangxi coincidiu também com os primeiros contatos formais de um imperador chinês com potências ocidentais, que se refletiram no Tratado de Nerchinsk com a Rússia e na forte disputa doutrinal com a Santa Sé.
Frente a esses sucessos no desenvolvimento cultural e artístico, na expansão territorial e na consolidação do poder da nova dinastia, o desenvolvimento econômico foi muito débil. O caos surgido afinal da dinastia Ming e a dureza da guerra civil dos Três Feudos fazer-se-iam sentir ao longo do reinado Kangxi, e a melhora nas condições de vida populacional foi muito limitada. Mas talvez a maior crítica que fizeram os historiadores ao imperador Kangxi foi a sua incapacidade para resolver o problema da sucessão após que o eleito Yinreng fora despojado da sua condição de sucessor ao trono. A indecisão de Kangxi para nomear um novo sucessor e as suas dúvidas a respeito de Yinreng, que o levariam a perdoá-lo numa ocasião, puseram o estado Qing à beira de uma grave crise. A incerteza sobre a sucessão estender-se-ia até o final dos seus dias. Após falecer, o seu filho Yinzhen anunciava ter sido eleito como sucessor e inaugurava o novo reinado Yongzheng. A confusão em torno da nomeação ocasionaria suspeitas de uma possível usurpação, suspeitas nunca totalmente dissipadas que ofuscariam o reinado do novo imperador.